# 원수명 가죽 투구와 갑옷 어깨장식
원수명 가죽 투구와 갑옷 어깨장식(元帥名 皮冑와 甲 肩龍)은 부산광역시 서구 부민동, 동아대학교 석당박물관에 있는 투구와 갑옷이다. 
2017년 5월 24일 부산광역시의 유형문화재 제179호로 지정되었다가, 2017년 6월 7일 문화재 지정번호가 제180호로 정정되었다.

## 지정 사유
원수명 가죽 투구는 한국에서는 몇 점 남지 않은 『용봉문 두정피주』로 제작 시기는 18세기 말에서 19세기 전반 경으로 추정된다. 전반적인 유물의 상황이 양호하다고는 할 수 없으나 삼지창과 보주 등의 정수리 장식, 사신문이 투각된 개철, 용봉문이 장식된 감투, 그리고 화려한 문양의 근철과 대철, 이마가리개, 옆드림 등은 18세기 말을 전후한 당시의 투구 제작기법을 망라하여 보여주고 있다고 판단된다. 또한 갑옷 어깨장식은 갑의-두정갑-에 부착된 것인데 그 제작기법이 뛰어나고 보관 상태가 양호한 점이 인정된다.

## 참고 자료
- 원수명 가죽 투구와 갑옷 어깨장식 - 국가유산청 국가유산포털